# Síndrome XYYY
El Síndrome XYYY es una condición genética muy infrecuente que se caracteriza por anomalías óseas, dentales, cutáneas, e intelectuales asociadas con la presencia de un cromosoma X y tres cromosomas Y. Es similar al síndrome del XYY.

## Signos y síntomas
Se caracteriza por retrasos de desarrollo, discapacidades intelectuales leves o función intelectual normal, anormalidades dentales, estatura alta, sinostosis radioulnar, clinodactilia, acné, y problemas de conducta, como por ejemplo, agresión excesiva. También son comunes el hipogonadismo y la infertilidad en hombres XYYY adultos.
Otros síntomas menos comunes incluyen ansiedad social, mutismo selectivo, ansiedad de separación, autismo, y un menor interés en actividades o "hobbies".
Se ha visto una asociación entre los síndromes "supermachos" como el de XYY y XYYY con una alta probabilidad de participar en crímenes violentos tales como el asesinato.

## Causas
Esta condición tiene como causa la triplicacion del cromosoma Y (trisomía Y), esto se produce a causa de un proceso llamado "no-disyunción", en el cual los cromosomas no se dividen apropiadamente durante la división celular y producen gametes. Puede ser que este síndrome sea causado por la no-disyunción de un feto cuyo padre tiene síndrome del XYY o que sea causado por una doble no-disyunción del cromosoma Y en un feto cuyo padre es cromosomalmente normal (XY). En casos mosaicos, la no-disyunción comienza justo después del nacimiento.

## Diagnóstico
Se puede diagnósticar por medio  de un cariotipo (cromosoma Y triple), evaluación física (acné y otros rasgos físicos), y radiografías (sinostosis radioulnar).
Generalmente, al igual que los hombres con XYY, las personas con este síndrome no conocen su propio cariotipo y no sospechan que tienen una anormalidad cromosomal como esta, por ejemplo, se puede pensar que los síntomas que vienen con el son parte de la genética familiar o parte normal de la pubertad.

## Diferencial
Se puede confundir con otros síndromes cromosomales tales como síndrome XYY, síndrome de Klinefelter, etc.

## Epidemiología
Es extremedamente rara, tan solo 16 casos han sido descritos en la literatura médica: 12 tenían un fenotipo 48 XYYY y 4 tenían un fenotipo mosaico de XYYY/XY (o XYY).